# Шеель, Вальтер
Ва́льтер Ше́ель (нем. Walter Scheel; 8 июля 1919, Хёшайд, Рейнская провинция, Германия — 24 августа 2016, Бад-Кроцинген, Германия) — западногерманский государственный деятель, член Свободной демократической партии Германии. Федеральный президент Германии (1974—1979).

## Биография

### Ранние годы и Третий рейх
Родился в семье колесника протестантского вероисповедания. Окончив гимназию, в 1938—1939 годах обучался банковскому делу в «Народном банке» в Золингене. С 3 сентября 1939 года находился на воинской службе в эскадрилье ночных истребителей (Nachtjagdgeschwader 1), был адъютантом известного аса ночной истребительной авиации Мартина Древеса и дослужился до звания старшего лейтенанта. Был награжден Железным Крестом I и II классов.
13 ноября 1978 года в журнале «Der Spiegel» было опубликовано заявление Вальтера Шееля о том, что в декабре 1942 года, находясь на фронте, он получил сообщение о своём вступлении в НСДАП, хотя он и не подавал заявления в партию. В статье в газете Die Zeit от 17 ноября 1978 года он сообщил, что он уже не помнит, подавал ли он заявление на вступление в НСДАП или нет, но в партийной деятельности он не участвовал. Политик продолжал оспаривать своё членство в НСДАП вплоть до 2010 года, но критика в его адрес продолжалась за то, что о своём членстве в партии он заявил только спустя несколько лет после вступления в должность министра иностранных дел.

### Послевоенный период
В послевоенное время в 1945—1953 годах работал консультантом по экономическим вопросам в промышленности в профессиональных союзах, затем был независимым бизнес-консультантом в Дюссельдорфе. В 1958 году был назначен управляющим маркетингового института «Intermarket». В том же году вместе с Герхардом Кинбаумом и Карлом Циммерером основал компанию «Mergers & Acquisitions InterFinanz», которой управлял вместе с Циммерером до конца 1961 года. Свою долю участия в компании в размере 42 % продал участникам общества в 1964 году.
В 1946 году вступил в Свободную демократическую партию Германии. С 1954 года являлся членом земельного правления СвДП в Северном Рейне-Вестфалии, а с 1956 по 1966 и с 1968 по 1974 годы также входил в федеральное правление партии. Принадлежал к так называемым «младотуркам», которые инициировали смену коалиции СвДП в Северном Рейне-Вестфалии с ХДС на СДПГ, что спровоцировало раскол и создание недолговечной Свободной народной партии (СНП). В 1968 году был избран председателем СвДП, сменив на этом посту Эриха Менде. В начале 1970-х годов вместе с Вернером Майхофером и Карлом-Германом Флахом выступил автором «Фрайбургских тезисов», новой политической доктрины СвДП. С 1968 по 1974 год он был вице-президентом «Всемирного либерального союза» (предшественника «Либерального интернационала»). После окончания срока его полномочий в качестве федерального президента он был назначен в 1980 году почетным председателем СвДП.
В 1948—1950 годах являлся членом городского совета родного Золингена. В 1950—1954 годах избирался депутатом ландтага Северного Рейна-Вестфалии. В 1953 году был избран в бундестаг и являлся его депутатом до 27 июня 1974 года, до своего избрания на пост федерального президента. В 1967—1969 годах занимал должность заместителя председателя бундестага.
С 1 июля 1956 по 20 ноября 1961 года являлся депутатом Европейского парламента. В 1959—1962 годах возглавлял в Европейском парламенте комитет по вопросам ассоциации заморских стран и территорий и с 1958 года являлся заместителем председателя либеральной фракции.

### В федеральном правительстве
По результатам выборов в бундестаг 1961 года был назначен первым федеральным министром экономического сотрудничества в четвёртом кабинете канцлера Аденауэра. 19 ноября 1962 года в знак протеста против дела Spiegel Шеель вместе с другими министрами — членами СвДП вышел из состава правительства. В кабинете, образованном 13 декабря 1962 года без федерального министра Франца Йозефа Штрауса вновь становится министром экономического сотрудничества и сохраняет эту должность в правительстве Людвига Эрхарда. В связи с конфликтом вокруг федерального бюджета вместе с другими министрами из СвДП 28 октября 1966 года объявил о своей отставке.

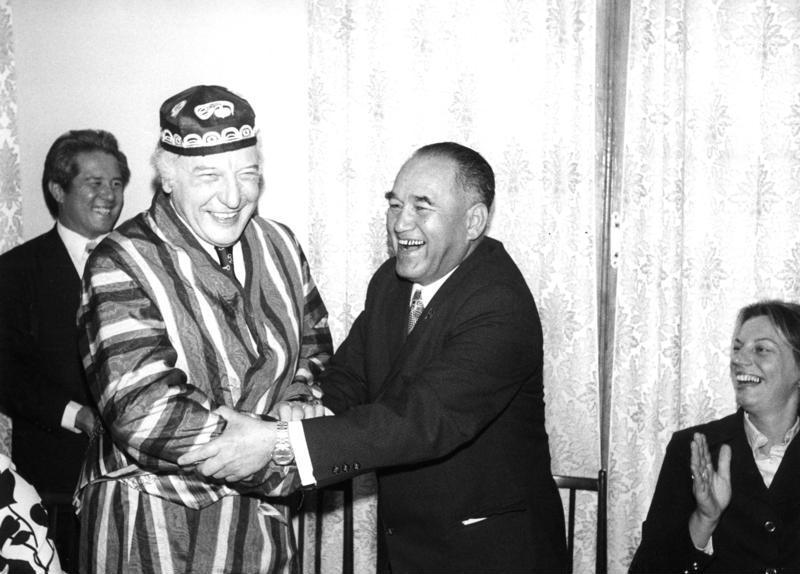
Вальтер Шеель во время государственного визита в СССР. 1975

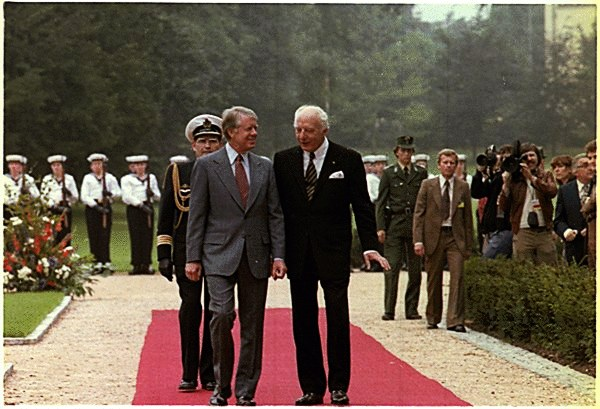
Федеральный президент Вальтер Шеель встречает президента США Джимми Картера. 1978

После выборов в бундестаг 1969 года активно участвовал в формировании социал-либерального коалиционного федерального правительства и 22 октября 1969 года занял в кабинете Вилли Брандта должность вице-канцлера и министра иностранных дел ФРГ. В 1970 году он первым из министров иностранных дел Германии посетил Израиль, дипломатические отношения с которым были установлены в 1965 году. Также принимал участие в подготовке и подписании договора 1970 года между ФРГ и СССР о признании послевоенных границ в Европе, положившем начало серии договоров ФРГ с восточноевропейскими странами.
Вместе с Вилли Брандтом он считался отцом политики разрядки международной напряжённости и новой восточной политики, которая поначалу столкнулась с резким неприятием со стороны коалиционных партий и даже привела к выходу из состава фракций членов правящих СДПГ и СвДП, утративших своё большинство в бундестаге. Новые выборы в бундестаг, состоявшиеся в 1972 году, укрепили положение как СДПГ, так и СвДП, возглавляемой Шеелем, и продемонстрировали высокий уровень доверия политике социал-либеральной коалиции. Большую известность политику принёс в 1973 году выпуск пластинки с народной песней « Hoch auf dem gelben Wagen» в его исполнении, доход от которого был направлен в пользу организации инвалидов. На посту федерального президента он также привлекал внимание общественности своими необычными благотворительными акциями.
После отставки федерального канцлера Брандта 7 мая 1974 года он по просьбе федерального президента исполнял обязанности федерального канцлера до избрания нового канцлера Гельмута Шмидта 16 мая 1974 года, в тот же день вышел из состава федерального правительства.

### Президент ФРГ
На выборах федерального президента ФРГ, состоявшихся 15 мая 1974 года, получил в Федеральном собрании 530 голосов от СДПГ и СвДП и победил своего соперника от ХДС Рихарда Вайцзеккера (498 голосов), став четвёртым федеральным президентом ФРГ. Приступил к своим новым обязанностям 1 июля 1974 года. На выборах федерального президента 1979 года не выдвигал свою кандидатуру с учётом расклада голосов в Федеральном собрании и 30 июня 1979 года вышел в отставку.
Его деятельность на посту федерального президента получила неоднозначную оценку. Его упрекали в том, что у него не было готового плана действий на срок его полномочий. Изысканность в жизни, роскошь в убранстве его служебной резиденции и церемониях контрастировали с традициями его пуристских предшественников и поначалу подвергались критике. В то же время немцам импонировала открытая и оптимистичная манера поведения президента страны.
В 1979 году вышел в отставку. Как бывшему федеральному президенту ему причиталась пожизненная почётная пенсия в размере современных 214 тыс. евро в год, выделялись офисные помещения, офисный и вспомогательный персонал, а также служебный автомобиль с водителем. Офис Шееля располагался в здании ратуши в Бад-Кроцингене по месту его жительства. Служебный автомобиль экс-президента был изъят в июне 2014 года ввиду его нецелевого использования, преимущественно супругой.
Похоронен на Целендорфском лесном кладбище (Почетная могила города Берлина).

## Общественная деятельность
С 1967 по 1974 года являлся заместителем председателя Фонда Фридриха Наумана, входящего в СвДП, а в 1979 г. стал председателем его Попечительского совета, с 1991 года — почетный председатель Фонда.
С 1980 по 1985 год являлся председателем Бильдербергской конференции, а с 1980 по 1989 год — президентом Европейского Союза Германии. В 1978 году был избран председателем попечительского совета Фонда Германа Кунста по содействию текстовым исследованиям Нового Завета, который содействует работе Института текстовых исследований Нового Завета в Мюнстере. В 1979 году он стал почетным членом Немецкой академии языка и поэзии. С 1995 по 2000 год был первым куратором Федерального фонда канцлера Вилли Брандта. С 1980 года является почетным президентом Союза немецких художников (Deutscher Künstlerbund). С 1980 по 1985 год — президент Немецкого совета Европейского движения, почетным президентом которого он был до конца жизни.
Являлся почетным председателем попечительского совета благотворительной организации «План» и почетным президентом германо-британского общества.
Был попечителем Фонда Дарул-Аман, который способствовал реконструкции Дворца Дарул-Аман как будущего здания парламента Афганистана.

## Награды и звания
Был награжден более 60 орденами и медалями Германии и иностранных государств.
- Большой крест особой степени ордена «За заслуги перед Федеративной Республикой Германия»
- Большой крест ордена «За заслуги перед Итальянской Республикой»
- Кавалер Цепи ордена Изабеллы Католической (1977)
- Большой крест ордена Сантьяго (Португалия)
- Орден Серафимов (Швеция)

Почетный гражданин городов Золинген (1976), Берлин (1978), Бонн (1978), Дюссельдорфа (1979) и Кранихфельд (2006).
Удостоен премии имени Теодора Хойса (1971). Международная премия имени Карла Великого (1977). Медаль Райнхольда Майера (2000).
Почетный доктор Гейдельбергского университета, Джорджтаунского и Мэрилендского университета в Колледж-Парке (США), Оклендского университета (Новая Зеландия) и Бристольского университета (Великобритания).

## Семья
После 24 лет брака умерла первая супруга Вальтера Шееля Ева Шарлотта, урождённая Кроненберг (1921—1966). В этом браке родился сын Ульрих. В 1969 году Вальтер Шеель женился на Милдред Шеель, у которой уже была дочь Корнелия. В этом браке у Шеелей в 1970 году родилась дочь Андреа-Гвендолин, в 1971 году супруги усыновили мальчика из Боливии Симона Мартина Шееля. Милдред Шеель умерла в 1985 году. С 1988 года Вальтер Шеель находился в браке с Барбарой, урождённой Визе. В 2001—2008 годах супруги проживали в Берлине и в начале 2009 года переехали в Бад-Кроцинген. С 2012 года Вальтер Шеель проживал в доме для престарелых.

## Факты
- Вальтеру Шеелю принадлежит рекорд по продолжительности жизни среди всех кайзеров, президентов и канцлеров Германии (включая ГДР).